# Loi électorale italienne de 1946
La loi électorale italienne de 1946 (en italien : Legge elettorale italiana del 1946), surnommée la proportionnelle classique (Proporzionale classica), est le système électoral de la République italienne entre 1946 et 1993 pour l'élection de la Chambre des députés et du Sénat de la République.
D'essence purement proportionnelle, ce système recouvre en fait un ensemble de lois électorales établies en 1948 et 1956, tirant son origine d'un décret-loi de 1946. Il est modifié en 1953 pour y ajouter une prime de majorité qui ne sera jamais appliquée. Les modes de scrutin retenus divergent pour chaque chambre : les députés sont élus à la proportionnelle d'Impériali ou de Hare, tandis que les sénateurs le sont avec la proportionnelle de Hondt.
Après deux référendums abrogatifs, un en 1991 qui limite le recours au vote préférentiel à la Chambre des députés, et un en 1993 qui crée de facto un scrutin plurinominal majoritaire au Sénat de la République, la proportionnelle de 1946 est abandonnée en 1993 au profit d'un système mixte connu sous le nom de Mattarellum, d'après son inspirateur, Sergio Mattarella. Restée en vigueur pendant 47 ans, elle constitue le système électoral le plus durable de l'Italie unifiée.
La proportionnelle classique a vu l'émergence d'un bipartisme imparfait, opposant la Démocratie chrétienne (DC) au Parti communiste italien (PCI). L'absence totale de seuil électoral et de prime majoritaire a permis l'existence de petits partis indispensables à la formation de majorités parlementaires plus ou moins stables au cours des cinq premières décennies de la République italienne.

## Mise en place
La loi électorale proportionnelle est introduite après la fin du fascisme et de la Seconde Guerre mondiale, avec le décret-loi (en italien : decreto legislativo luogotenenziale) 74, promulgué le 10 mars 1946 par lieutenant-général du Royaume Humbert II après avoir été adopté le 23 février par 178 voix pour et 84 voix contre par la Consulta Nazionale.
Ce texte régit les élections de l'Assemblée constituante, organisées le 2 juin suivant. Son système est repris par la loi du 20 janvier 1948, n°6, pour l'élection de la Chambre des députés (Camera dei Deputati). Le mode d'élection du Sénat de la République (Senato della Repubblica) est lui mis en place par la loi du 6 février 1948, n°29.

## Fonctionnement

### Pour la Chambre des députés
Les députés sont élus pour un mandat de cinq ans au scrutin proportionnel d'Impériali dans 31 circonscriptions (collegi elettorali), 30 plurinominales — puis 31 à partir de 1958 avec la réintégration de la province de Trieste — et une circonscription uninominale qui correspond à la Vallée d'Aoste.
Au cours de son vote, chaque électeur a la possibilité d'accorder jusqu'à quatre votes de préférences aux candidats de la liste qu'il a choisie. À l'issue des opérations électorales, chaque liste voit son nombre de voix divisé par le nombre de sièges à pourvoir, augmenté de deux. Les mandats sont ensuite pourvus, pour chaque parti, par les candidats qui ont remporté le plus grand nombre de voix préférentielles.
Une fois cette répartition effectuée, les sièges qui n'ont pas été attribués et les voix restantes sont rassemblés au niveau national, dans une circonscription unique (collegio unico nazionale). Les mandats encore à pourvoir sont alors distribués à la proportionnelle de Hare puis attribués, pour chaque parti, via une liste bloquée préalablement établie.

### Pour le Sénat de la République
Les sénateurs sont élus pour un mandat de cinq ans au scrutin uninominal majoritaire et au scrutin proportionnel d'Hondt dans 19 circonscriptions, 18 plurinominales — puis 19 après la scission des Abruzzes et Molise en 1963 — et la Vallée d'Aoste. En principe chaque circonscription est ensuite divisée en autant de collèges électoraux qu'elle ne compte de sièges à pourvoir mais — à l'exception de la création du collège de Trieste en 1963 — la répartition fixée en 1948 n'a jamais évolué malgré l'augmentation de la taille de la chambre haute.
L'article 57 de la Constitution accorde au moins six sénateurs à chaque région — puis sept à partir de la révision constitutionnelle de 1963 — et un seul à la Vallée d'Aoste (ainsi que deux au Molise après sa création).
Pour l'emporter dans un collège, tout candidat doit réunir un nombre de suffrages équivalent à 65 % des votants au moins. Pour tous les collèges où ce seuil n'est pas atteint, les votes des candidats sont réunis régionalement par parti. Les sièges qui n'ont pas été pourvus sont ensuite distribués à la proportionnelle d'Hondt au niveau régional puis attribués, pour chaque parti, aux candidats ayant le plus fort quotient individuel (qui correspond au ratio entre le nombre de voix obtenues et le nombre d'électeurs inscrits dans le collège concerné).

## Modifications
Une première modification a lieu avec la loi du 31 mars 1953 n°153, qui prend rapidement le surnom de « loi de l'escroquerie » (Legge Truffa). Ce texte prévoit que si les listes d'un parti ou d'une coalition déclarée remportent au moins la majorité absolue des suffrages exprimés, elles reçoivent les deux tiers des sièges à pourvoir à la Chambre des députés. Toutefois, après l'échec du « Bloc du centre » (Blocco di centro) à atteindre ce seuil lors des élections générales du 7 juin suivant, la prime de majorité est abrogée par la loi du 31 juillet 1954, n°615.
Le principal changement du mode de scrutin des députés est apporté par la loi du 16 mai 1956, n°493 : les sièges qui n'ont pas été attribués ne sont plus accordés aux partis dans une circonscription nationale en fonction des voix restantes. Ils sont répartis entre les forces politiques — qui ont obtenu au moins un député de circonscription ou 300 000 voix dans toute l'Italie — au niveau national, puis distribués dans les circonscriptions en fonction de la proportion des votes restants par rapport au quotient électoral de circonscription. Ainsi, à partir des élections générales de 1958, l'ensemble des députés est rattaché à une circonscription.
Le mode de scrutin sénatorial est corrigé à deux reprises. Par la loi du 28 avril 1967, n°262, la détermination du quotient individuel se fait grâce à la division par le nombre de votants. Avec la loi du 23 janvier 1992, n°33, c'est le nombre de suffrages exprimés qui fait désormais office de diviseur.

## Abrogation
À la fin des années 1980 se développe un mouvement pour une réforme de la loi électorale. En 1991, un référendum abrogatif aboutit à la disparition de la possibilité d'accorder quatre votes de préférence à la Chambre des députés, renforçant le caractère proportionnel du mode de scrutin. Un nouveau référendum tenu deux ans plus tard voit les électeurs approuver l'abrogation du seuil électoral de 65 % pour les candidats au Sénat, transformant de fait la loi électorale sénatoriale de 1948 en un scrutin plurinominal majoritaire.
Prenant acte de ce dernier vote, le Parlement rédige une nouvelle loi électorale pour chaque chambre sur la base d'un projet du député démocrate chrétien de Sicile Sergio Mattarella. Le 4 août, les deux textes sont promulgués par le président de la République Oscar Luigi Scalfaro et prennent le surnom de « Mattarellum ».